# アカデミー会員O・H・イーウチェンコ記念プロフレース・ザポリージャ機械製作設計局
アカデミー会員O・H・イーウチェンコ記念国営企業ザポリージャ機械製作設計局「プロフレース」(ウクライナ語:Державне підприємство Запорізьке машинобудівне конструкторське бюро «Прогрес» ім. О. Г. Івченка；略称:ДП ЗМКБ «Прогрес» ім. О. Г. Івченка)は、ウクライナの国営企業である。主として航空機用エンジンを設計・製造している。通称国営企業「イーウチェンコ＝プロフレース」(«Івченко-Прогрес»)。
ロシア語名では、アカデミー会員A・G・イーフチェンコ記念国営企業ザポロージエ機械製作設計局「プログレース」(Государственное предприятие Запорожское машиностроительное конструкторское бюро "Прогресс" имени академика А.Г.Ивченко；略称:ГП ЗМКБ «Прогресс» им. академика А. Г. Ивченко)、通称は国営企業「イーフチェンコ＝プログレース」(ГП «Ивченко-Прогресс»)、ソ連時代には、イーフチェンコ設計局(ОКБ Ивченко)とも俗称されていた。日本ではたんにイーフチェンコやプログレスといった名称でも知られる。

## 概要
「イーウチェンコ＝プロフレース」は、ウクライナ人技師オレクサーンドル・ヘオールヒイェヴィチ・イーウチェンコによって、ドニエプル川沿の都市ザポリージャに開設された。
1945年5月2日、ソ連航空産業人民委員アレクセイ・イヴァーノヴィチ・シャフリンの第193指令により、第478工場において民間機向け中・小規模出力の航空機用エンジンの設計を行う新たなる試作設計局の開設が決定された。ここでは、新しいエンジンを開発するとともに、旧来のエンジンの近代化作業も行うものとされた。設計局長には工場の幹部設計陣の中からオレクサンドル・イーウチェンコが選出された。彼は、その後1963年に企業の主要設計者となった。
新設された設計局では、エンジン工場の試験の専門家が局の根幹をなした。彼らは、専門の学校で技術を身につけ、ソ連の航空機に多用されたM-11やM-88、ASh-82FNなどのエンジンに取り組んできていた。1966年には、企業はザポロージエ機械製作設計局「進歩(プログレース)」(ZMKB「プログレース」)に名称を変更した。1994年からは、ZMKB「プログレース」は企業名称に最初のリーダーであったオレクサンドル・イーウチェンコの名を冠してアカデミー会員A・G・イーフチェンコ記念ZMKB「プログレース」とした。近年では、同じくザポリージャにあるモトール・シーチ株式会社(ОАО «Мотор Січ»)とも協力体制を築いている。

## 主なエンジン
※航空記名は、そのエンジンを搭載する主な機種を示す。
- AI-10 - Yak-20(en)
- AI-4G（ロシア語版） - Ka-10
- AI-14P（英語版） - An-14、Yak-12、Yak-18
- AI-14V（英語版） - Ka-15、Ka-18
- AI-26V（英語版） - Mi-1
- TV-2VK - Ka-22
- AI-20/K/D/M（英語版） - An-8、An-10、An-32、Il-18、Il-20、Il22、Il-38
- AI-7 - Mi-7
- AI-24（ロシア語版） - An-24、An-26、An-30
- AI-25 - Yak-40、M-15
  - AI-25TL - L-39
  - AI-25TLK - JL-8
- AI-8/AI-9/V - An-8、An-10、Be-12、M-15、Yak-40、D-2、Ka-22、Ka-27、Ka-29、Ka-31、Ka-32、Ka-50、Ka-52、Ka-60、Mi-6、Mi-8、Mi-9、Mi-10、Mi-14、Mi-17、Mi-24、Mi-28、Mi-35、
- D-36 - Yak-42、An-72、An-74
- D-136（ロシア語版） - Mi-26
- DV-2 - L-59
- D-18T - An-124
- D-27 - An-70
- TV3-117VMA-SBM1 - An-140
- AI-9-3B - An-140
- AI-22（ロシア語版） - Tu-324、Yak-48
- D-436 - MS-21
- AI-222 - Yak-130
- AI-450 - Ka-226

なお、「AI」とは、「アレクサンドル・イーフチェンコ」のイニシャルである。